# Ana Patrícia
Ana Patrícia Ramos (født 29. september 1997) er en brasiliansk beachvolleyballspiller.
Hun repræsenterede Brasilien ved sommer-OL 2020 i Tokyo, hvor hun blev elimineret i kvartfinalen.
Sammen vandt Ramos og Lisboa guld ved sommer-OL 2024 i Paris.